# 蒂亚加杜尔加姆
蒂亚加杜尔加姆（Thiagadurgam），是印度泰米尔纳德邦Viluppuram县的一个城镇。总人口13945（2001年）。

## 人口
该地2001年总人口13945人，其中男性6971人，女性6974人；0—6岁人口1708人，其中男832人，女876人；识字率64.09%，其中男性为72.74%，女性为55.45%。